# Marele Premiu al Principatului Monaco din 2021
Marele Premiu al Principatului Monaco din 2021 (cunoscut oficial ca Formula 1 Grand Prix de Monaco 2021) a fost o cursă de Formula 1 care s-a desfășurat între 21 și 23 mai 2021 la Monte Carlo, Monaco. Cursa a fost cea de-a cincea etapă a Campionatului Mondial de Formula 1 din 2021, fiind pentru a șaizeci și opta oară când s-a desfășurat o etapă de Formula 1 în Monaco.

## Clasament

### Calificări
| Poz.                  | Nr. | Pilot              | Constructor               | Timpi calificări | Timpi calificări | Timpi calificări | Grila finală |
| Poz.                  | Nr. | Pilot              | Constructor               | Q1               | Q2               | Q3               | Grila finală |
| --------------------- | --- | ------------------ | ------------------------- | ---------------- | ---------------- | ---------------- | ------------ |
| 1                     | 16  | Charles Leclerc    | Ferrari                   | 1:11,113         | 1:10,597         | 1:10,346         | 1            |
| 2                     | 33  | Max Verstappen     | Red Bull Racing-Honda     | 1:11,124         | 1:10,650         | 1:10,576         | 2            |
| 3                     | 77  | Valtteri Bottas    | Mercedes                  | 1:10,938         | 1:10,695         | 1:10,601         | 3            |
| 4                     | 55  | Carlos Sainz Jr.   | Ferrari                   | 1:11,324         | 1:10,806         | 1:10,611         | 4            |
| 5                     | 4   | Lando Norris       | McLaren-Mercedes          | 1:11,321         | 1:11,031         | 1:10,620         | 5            |
| 6                     | 10  | Pierre Gasly       | AlphaTauri-Honda          | 1:11,560         | 1:11,179         | 1:10,900         | 6            |
| 7                     | 44  | Lewis Hamilton     | Mercedes                  | 1:11,622         | 1:11,116         | 1:11,095         | 7            |
| 8                     | 5   | Sebastian Vettel   | Aston Martin-Mercedes     | 1:12,078         | 1:11,309         | 1:11,419         | 8            |
| 9                     | 11  | Sergio Pérez       | Red Bull Racing-Honda     | 1:11,644         | 1:11,019         | 1:11,573         | 9            |
| 10                    | 99  | Antonio Giovinazzi | Alfa Romeo Racing-Ferrari | 1:11,658         | 1:11,409         | 1:11,779         | 10           |
| 11                    | 31  | Esteban Ocon       | Alpine-Renault            | 1:11,740         | 1:11,486         | N/A              | 11           |
| 12                    | 3   | Daniel Ricciardo   | McLaren-Mercedes          | 1:11,747         | 1:11,598         | N/A              | 12           |
| 13                    | 18  | Lance Stroll       | Aston Martin-Mercedes     | 1:11,979         | 1:11,600         | N/A              | 13           |
| 14                    | 7   | Kimi Räikkönen     | Alfa Romeo Racing-Ferrari | 1:11,899         | 1:11,642         | N/A              | 14           |
| 15                    | 63  | George Russell     | Williams-Mercedes         | 1:12,016         | 1:11,830         | N/A              | 15           |
| 16                    | 22  | Yuki Tsunoda       | AlphaTauri-Honda          | 1:12,096         | N/A              | N/A              | 16           |
| 17                    | 14  | Fernando Alonso    | Alpine-Renault            | 1:12,205         | N/A              | N/A              | 17           |
| 18                    | 6   | Nicholas Latifi    | Williams-Mercedes         | 1:12,366         | N/A              | N/A              | 18           |
| 19                    | 9   | Nikita Mazepin     | Haas-Ferrari              | 1:12,958         | N/A              | N/A              | 19           |
| Regula 107%: 1:15,903 |     |                    |                           |                  |                  |                  |              |
| 20                    | 47  | Mick Schumacher    | Haas-Ferrari              | Fără timp        | N/A              | N/A              | 20           |
| Sursa:                |     |                    |                           |                  |                  |                  |              |

Note
- ^1 – Mick Schumacher nu a luat parte la calificări din cauza unui accident în care a fost implicat în cea de a treia sesiune de anternamente. I s-a permis să participe la cursă prin hotărârea oficialilor.[4] A primit și o penalitate de cinci locuri pe grila de start din cauza unei modificări neprogramate a cutiei de viteze. Penalizarea nu va fi aplicată întrucât va porni oricum de pe ultima poziție.[5]

### Cursa
| Poz.                                                               | No. | Pilot              | Constructor               | Tururi | Timp/Retras       | Grilă | Puncte |
| ------------------------------------------------------------------ | --- | ------------------ | ------------------------- | ------ | ----------------- | ----- | ------ |
| 1                                                                  | 33  | Max Verstappen     | Red Bull Racing-Honda     | 78     | 1:38:56,820       | 2     | 25     |
| 2                                                                  | 55  | Carlos Sainz Jr.   | Ferrari                   | 78     | +8,968            | 4     | 18     |
| 3                                                                  | 4   | Lando Norris       | McLaren-Mercedes          | 78     | +19,427           | 5     | 15     |
| 4                                                                  | 11  | Sergio Pérez       | Red Bull Racing-Honda     | 78     | +20.490           | 9     | 12     |
| 5                                                                  | 5   | Sebastian Vettel   | Aston Martin-Mercedes     | 78     | +52,591           | 8     | 10     |
| 6                                                                  | 10  | Pierre Gasly       | AlphaTauri-Honda          | 78     | +53,896           | 6     | 8      |
| 7                                                                  | 44  | Lewis Hamilton     | Mercedes                  | 78     | +1:08,231         | 7     | 7      |
| 8                                                                  | 18  | Lance Stroll       | Aston Martin-Mercedes     | 77     | +1 tur            | 13    | 4      |
| 9                                                                  | 31  | Esteban Ocon       | Alpine-Renault            | 77     | +1 tur            | 11    | 2      |
| 10                                                                 | 99  | Antonio Giovinazzi | Alfa Romeo Racing-Ferrari | 77     | +1 tur            | 10    | 1      |
| 11                                                                 | 7   | Kimi Räikkönen     | Alfa Romeo Racing-Ferrari | 77     | +1 tur            | 14    |        |
| 12                                                                 | 3   | Daniel Ricciardo   | McLaren-Mercedes          | 77     | +1 tur            | 12    |        |
| 13                                                                 | 14  | Fernando Alonso    | Alpine-Renault            | 77     | +1 tur            | 17    |        |
| 14                                                                 | 63  | George Russell     | Williams-Mercedes         | 77     | +1 tur            | 15    |        |
| 15                                                                 | 6   | Nicholas Latifi    | Williams-Mercedes         | 77     | +1 tur            | 18    |        |
| 16                                                                 | 22  | Yuki Tsunoda       | AlphaTauri-Honda          | 77     | +1 tur            | 16    |        |
| 17                                                                 | 9   | Nikita Mazepin     | Haas-Ferrari              | 75     | +3 tururi         | 19    |        |
| 18                                                                 | 47  | Mick Schumacher    | Haas-Ferrari              | 75     | +3 tururi         | 20    |        |
| Ab                                                                 | 77  | Valtteri Bottas    | Mercedes                  | 29     | Piulița unei roți | 3     |        |
| NS                                                                 | 16  | Charles Leclerc    | Ferrari                   | 0      |                   | —     |        |
| Cel mai rapid tur: Lewis Hamilton (Mercedes) – 1:12.909 (turul 69) |     |                    |                           |        |                   |       |        |
| Sursa:                                                             |     |                    |                           |        |                   |       |        |

Note
- ^1 – Include 1 punct pentru cel mai rapid tur.
- ^2 – Charles Leclerc nu a luat startul. Locul său pe grila de start a rămas liber.[6]

### Clasament campionat după cursă
|        | Poz. | Pilot           | Puncte |
| ------ | ---- | --------------- | ------ |
| 1      | 1    | Max Verstappen  | 105    |
| 1      | 2    | Lewis Hamilton  | 101    |
| 1      | 3    | Lando Norris    | 56     |
| 1      | 4    | Valtteri Bottas | 47     |
| 1      | 5    | Sergio Pérez    | 44     |
| Sursa: |      |                 |        |

|        | Poz. | Constructor           | Puncte |
| ------ | ---- | --------------------- | ------ |
| 1      | 1    | Red Bull Racing-Honda | 149    |
| 1      | 2    | Mercedes              | 148    |
|        | 3    | McLaren-Mercedes      | 80     |
|        | 4    | Ferrari               | 78     |
| 2      | 5    | Aston Martin-Mercedes | 19     |
| Sursa: |      |                       |        |

- Notă: Doar primele cinci locuri sunt prezentate în ambele clasamente.